# 마쓰다이라 고레테루
마쓰다이라 고레테루(松平伊耀)는 에도 시대의 하타모토이다. 부친 마쓰다이라 다다자네 사후 5500석의 하타모토로 가독을 이어받았다.
| 전임 마쓰다이라 다다자네 | 제8대 고이 마쓰다이라가 당주 | 후임 마쓰다이라 다다마스 |